# هایکاسار
هایکاسار (به ارمنی: Հայկասար) یک روستا در ارمنستان است که در استان شیراک واقع شده‌است. هایکاسار در ۲۲ کیلومتری جنوب گیومری، مرکز استان شیراک واقع شده‌است.

## خصوصیات
هایکاسار ۲۴۹ نفر جمعیت دارد و در ارتفاع ۱۶۴۰ متر بالاتر از سطح دریا قرار گرفته‌است.
| سال   | ۱۸۳۱ | ۱۸۹۷ | ۱۹۲۶ | ۱۹۳۹ | ۱۹۵۹ | ۱۹۷۰ | ۱۹۷۹ | ۲۰۰۱ | ۲۰۰۴ |
| جمعیت | ۴۱   | ۳۳۳  | ۳۹۶  | ۳۴۳  | ۲۰۹  | ۲۲۸  | ۱۹۹  | ۲۴۹  | ۲۵۲  |